# Haut
Die Haut (altgriechisch δέρμα dérma, lateinisch cutis; deutsche Fachbegriffe: Kutis, auch Cutis geschrieben, und Derma) ist funktionell das vielseitigste Organ eines menschlichen oder tierischen Organismus. Als äußere Körperhülle wird die Haut mitsamt ihren Sonderbildungen und Drüsen auch Körperdecke oder Integument (lat. Integumentum commune) genannt.

Aufbau menschlicher Haut

Sie dient als Hüllorgan der Abgrenzung von Innen und Außen, dem Schutz vor Umwelteinflüssen und der Wahrung einer Homöostase (inneres Gleichgewicht). Des Weiteren übernimmt die Haut wesentliche Funktionen im Bereich des Stoffwechsels, der Wärmeregulation und der Immunantwort; sie verfügt über vielfältige Anpassungs- und Abwehrmechanismen.

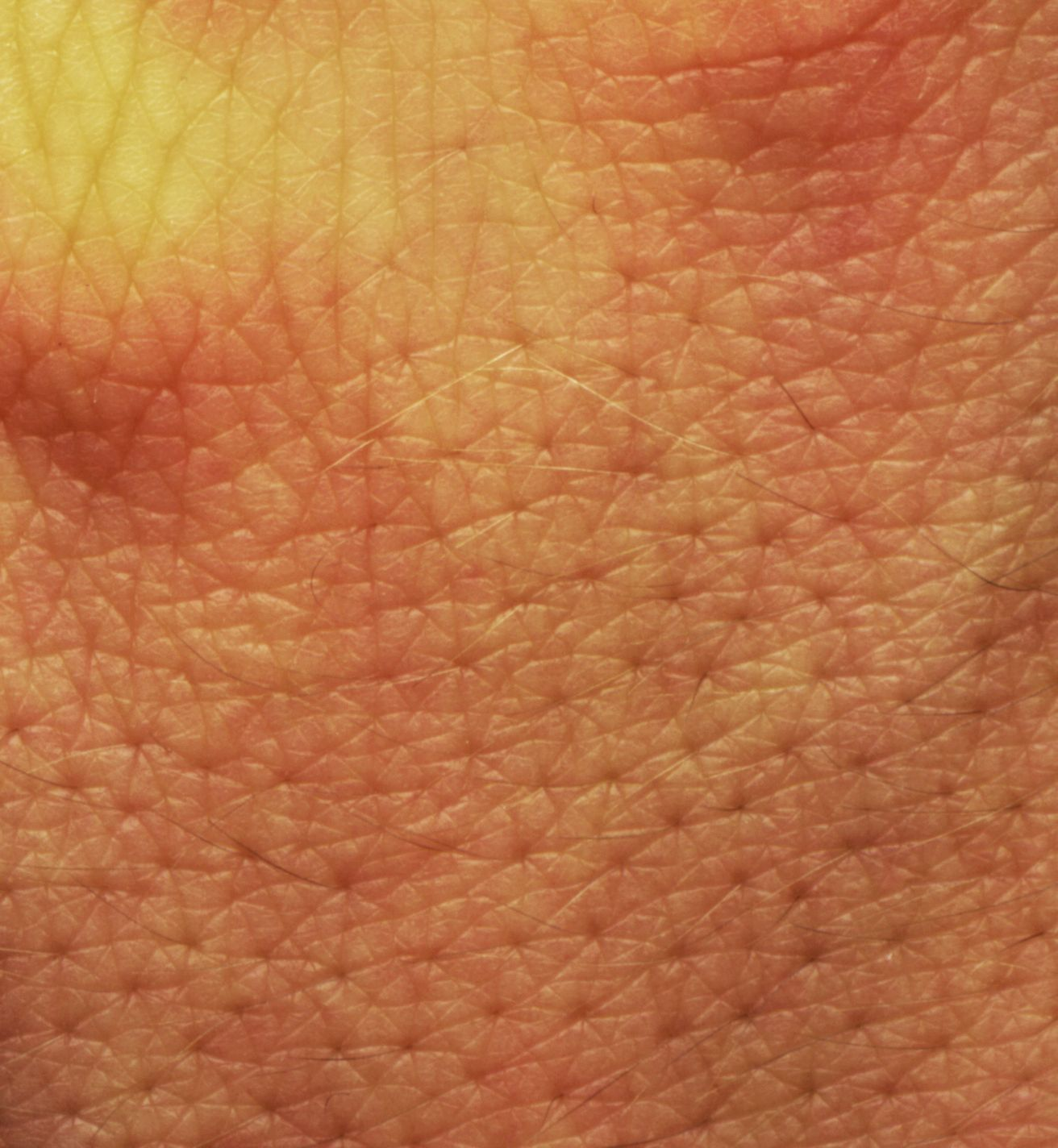
Nahaufnahme menschlicher Haut (hier Felderhaut)

Darüber hinaus stellt die Haut das flächenmäßig größte Organ sinnlicher Wahrnehmung dar, das der Oberflächensensibilität. Zu den Mechanorezeptoren der Haut gehören zahlreiche verschiedene Sinneszellen für Berührung, Druck oder Vibration als Qualitäten des Tastsinnes. Thermorezeptoren vermitteln Empfindungen von Wärme oder von Kälte, Nozizeptoren die Empfindung von Schmerzen.
Hautkontakte im Körperkontakt sind nicht nur für junge Säugetiere lebenswichtig und tragen tatsächliche soziale Bindungen. Daneben können Blässe oder Rötung und Schwellung bestimmter Hautpartien durch veränderte Hautdurchblutung in der innerartlichen Kommunikation besondere Signale darstellen.
Davon zu unterscheiden sind beim Menschen willkürlich hervorgebrachte Hautveränderungen unterschiedlicher Art; sie können als Zeichen sozialer Zugehörigkeit oder Abgrenzung eingesetzt werden und einer Selbstdarstellung dienen. Die Haut wird damit zu einer repräsentativ gestalteten Oberfläche für eigene oder fremde Blicke.
Von der Haut ausgehende Erkrankungen oder auf die Haut bezogene Symptome bezeichnet man als dermatogen.

## Etymologie
Das altgermanische Wort mhd., ahd. hūt („Haut, Integument, Epidermis, häutiges Gebilde, Hirnhaut, Fell“) gehört zu der mit t erweiterten idg. Wurzel [s]keu- „bedecken, umhüllen“ und bedeutet demnach „Hülle“.

## Aufbau der menschlichen Haut

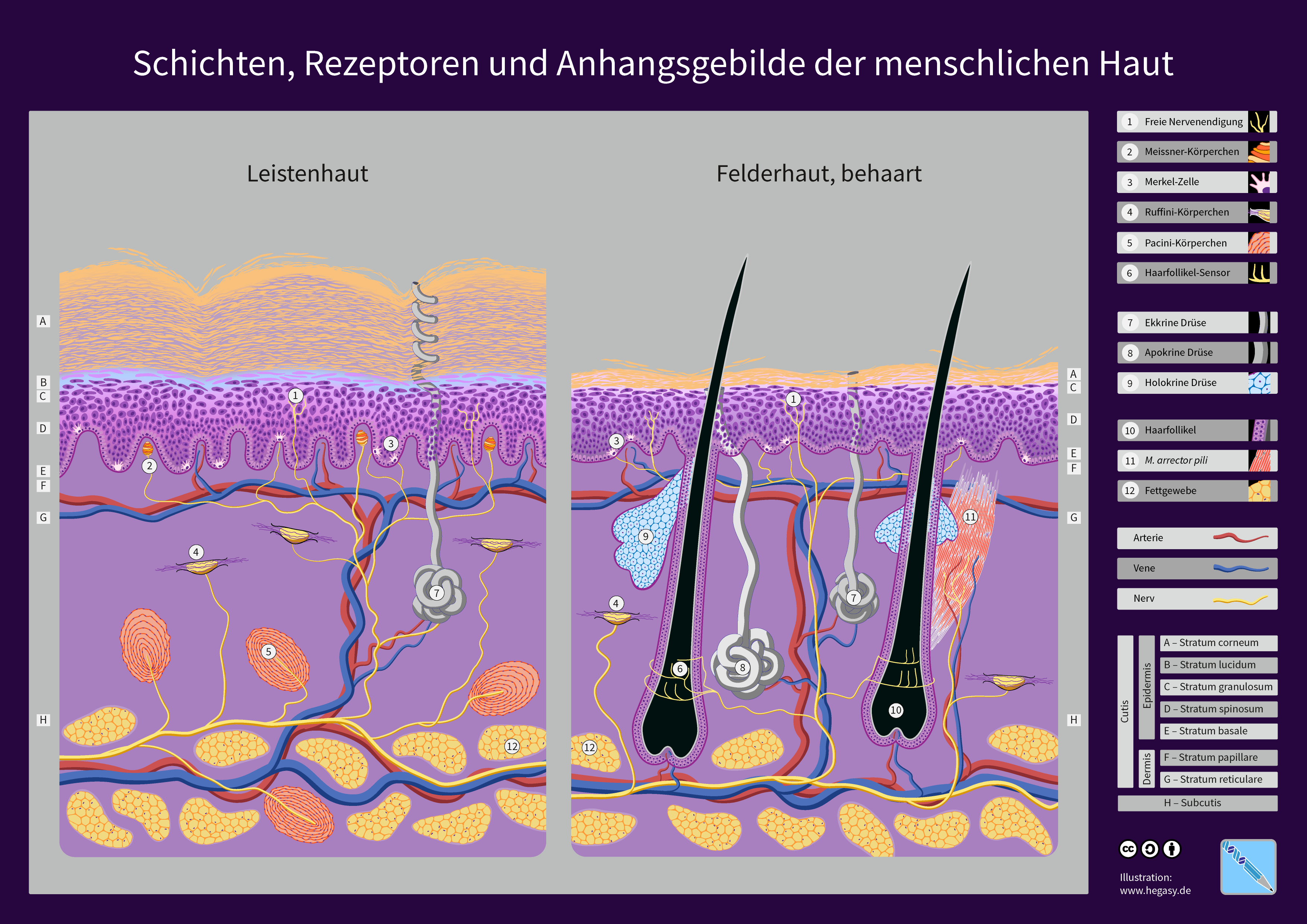
Die menschliche Haut zeigt nach Schichtdicke, Rezeptoren und Hautanhangsgebilden regionale Unterschiede – beispielsweise unbehaarte Leistenhaut der Fingerbeere gegenüber behaarter Felderhaut des Handrückens

Die menschlichen Haut ist aus mehreren Schichten aufgebaut. Ihre gesamte Dicke ohne Unterhaut beträgt je nach Körperregion 1 bis 2 mm. Die Körperoberfläche (Hautfläche) erwachsener Menschen beträgt durchschnittlich 1,73 m². Die Haut wiegt 4 bis 5 kg, zusammen mit dem Unterhautfettgewebe wiegt sie bis zu 16 kg.

### Schichten/Bestandteile der Haut
Die äußere Haut gliedert sich in drei wesentliche Schichten: Epidermis (Oberhaut), Dermis (Lederhaut, lat. corium) und Subcutis (Unterhaut). Dabei bilden Epidermis und Dermis zusammen die Cutis (oder Kutis).

#### Oberhaut (Epidermis)
Die Epidermis gehört zu den Epithelgeweben. Es handelt sich um ein mehrschichtiges verhornendes Plattenepithel, das üblicherweise zwischen 0,03 und 0,05 Millimeter dick ist. An den Handinnenflächen und den Fußsohlen ist die Hornschicht bis zu mehrere Millimeter dick und wird umgangssprachlich „Hornhaut“ genannt (siehe auch Hornschwiele).
Von außen nach innen werden folgende Schichten unterschieden:
- Hornschicht (Stratum corneum)
- Glanzschicht (Stratum lucidum) (ist nur an der Leistenhaut der Hand- und Fußinnenseiten vorhanden)
- Körnerzellenschicht (Stratum granulosum)
- Stachelzellschicht (Stratum spinosum)
- Basalschicht (Stratum basale)

Stachelzellschicht und Basalzellschicht bilden zusammen die Keimschicht (Stratum germinativum).

#### Lederhaut (Dermis, Corium)
Die Dermis besteht vorwiegend aus Bindegewebsfasern und dient der Ernährung und Verankerung der Epidermis. Hier versorgt das fein kapillarisierte Blutgefäßsystem die Grenzzone zur Epidermis. Die untere Lederhaut enthält die für die Temperaturregelung wichtige glatte Muskulatur und Blutgefäße.
Die Dermis wird in ein Stratum papillare (Papillenschicht, Zapfenschicht, Papillarkörper) und ein Stratum reticulare (Netzschicht) unterteilt.

Optische Kohärenztomografie der Fingerspitze (Leistenhaut) in vivo mit Schweißdrüsenausführungsgängen

##### Hautanhangsgebilde
Zu den Hautanhangsgebilden werden verschiedene Gebilde gezählt, so die Schuppen von Reptilien, die Federn von Vögeln, die Haare von Säugetieren und weitere aus der Haut hervorgehende Bildungen wie Hörner, Nägel, Klauen und Hufe, deren Substanz ebenfalls wesentlich aus Keratinen besteht.
Neben diesen Gebilden zählen auch Hautdrüsen dazu, die an der Oberhaut (Epidermis) münden und in der Lederhaut (Dermis) verankert sind. Hierzu gehören beim Menschen Talgdrüsen, ekkrine Schweißdrüsen und Duftdrüsen; die Milchdrüse ist eine spezialisierte Hautdrüse. Der ein Haar aufrichtende Haarbalgmuskel, Musculus arrector pili, ist ein Anhangsgebilde der Haut; Kontraktionen der Haarbalgmuskeln führen beim Menschen zur Gänsehaut, bei Stacheligeln machen sie ihr Haarkleid zur wirksamen Verteidigungswaffe.

#### Unterhaut (Subcutis)
Die Subcutis (oder Subkutis) bildet die Unterlage für die darüberliegenden Hautschichten und enthält die größeren Blutgefäße und Nerven für die oberen Hautschichten sowie das subkutane Fett und lockeres Bindegewebe. In der Unterhaut liegen Sinneszellen für starke Druckreize, zum Beispiel die Lamellenkörperchen.

### Oberflächenstruktur der Haut
Betrachtet man die Haut genauer oder mit einer Lupe, so wird ein feines Relief sichtbar. Nach diesem wird die Haut in zwei Typen unterschieden.

#### Leistenhaut

Fingerabdruck

Leistenhaut tritt an den Fingern, der Handinnenseite (palmar) und der Fußsohle (plantar) auf. Die Epidermis zeigt hier feine Papillarlinien (Hautleisten), die dadurch entstehen, dass sich die Lederhautpapillen in Längsreihen anordnen. Dabei ist jede Hautleiste von zwei Papillarkörperreihen unterlagert. Die Hautleisten bilden den Fingerabdruck, ein individuelles Muster aus verschiedenen geometrischen Figuren (Wirbel, Bogen, Schleife, Doppelschleife). Diese Muster werden bei der Fingerabdruckerkennung (Daktyloskopie) kriminaltechnisch als eine Form der biometrischen Daten genutzt. Die Leistenhaut enthält, außer vielen Schweißdrüsen, keine Hautanhangsgebilde.

#### Felderhaut
Felderhaut bedeckt die übrigen Hautbereiche. Hier zeigt die Oberfläche durch feine Furchen abgegrenzte rhombische Felder (Areolae cutaneae). Die Furchen entstehen an den papillenfreien Epidermisbereichen und verstreichen bei stärkerer Hautspannung. Sie dienen als Reservefalten, da die Oberhaut weniger dehnungsfähig ist als die Lederhaut. Die Größe der Hautfelder variiert je nach Körperregion. Die Felderhaut enthält die Hautanhangsgebilde und ist weniger als 0,1 mm dick. Am dünnsten ist sie im Bereich des Auges und der Geschlechtsorgane.

## Funktionen der Haut
Die Haut ist das funktionell vielseitigste Organ. Unter anderem schützt sie vor Wärmeverlust und äußeren Einflüssen und dient der Aufnahme von Sinnesreizen.

### Funktionen von Bestandteilen der Haut
Die einzelnen Bestandteile der Haut erfüllen spezialisierte Funktionen.
Hautanhänge und Schichten:
- Haare: Schutz vor Wärmeverlust, Sonnenstrahlen, Nässe; Kommunikations- und Tarnfunktionen durch Pigmentierung
- Federn: dieselben Funktionen wie Haare, zusätzlich Unterstützung der Flugfähigkeit
- Hornschicht: Schutz vor Verletzungen und Austrocknung
- Fettgewebe in der Unterhaut: Schutz vor Druck und Unterkühlung
- Keimschicht: Nachbilden von Hautzellen

Weitere Bestandteile:
- Schweißdrüsen: Produktion von Schweiß, Schutz vor Überhitzung durch Verdunstung
- Talgdrüsen: Produktion von Talg (Fett)
- Haarbalgmuskel: Aufrichten der Vellushaare
- Melanozyten: Schutz der genetischen Information im Zellkern vor UV-Strahlung
- Blutgefäße: Temperaturregulation und Versorgung der Hautzellen mit Nährstoffen und Sauerstoff

Sinnesrezeptoren:
- Kälterezeptoren: Aufnahme von Temperaturreizen „kalt“
- Wärmerezeptoren: Aufnahme von Temperaturreizen „warm“
- freie Nervenendigungen: Aufnahme von Berührungsreizen und Schmerzempfindung
- Tastkörperchen: Aufnahme von Berührungsreizen
- Lamellenkörperchen: Aufnahme von Druckreizen

### Grenzorgan
Die Haut schützt den Organismus vor dem Eindringen von Krankheitserregern und gasförmigen, flüssigen oder festen Fremdsubstanzen im weitesten Sinn, vor mechanischen bzw. physikalischen Verletzungen (wie Strahlenschäden), aber auch vor Flüssigkeits-, Elektrolyt- und Proteinverlusten, die bei großflächigen Hautschäden, wie schwere Verbrennungen, lebensbedrohliche Ausmaße annehmen. Besiedelt wird sie von Bakterien und Pilzen, der sogenannten residenten Hautflora; aber auch Milben können sich auf der Haut oder den Hautanhangsgebilden befinden. Als antigenpräsentierende Zellen fungieren in der Haut die Langerhanszellen.
Hautsubstanz geht durch Abschilferung/Schuppung, mechanische Abnutzung sowie chemische Korrosion – etwa durch starke Laugen – oberflächlich verloren und wird durch Nachwachsen an der Untergrenze der Oberhaut neu gebildet. Ist die Oberhaut weitgehend abgenutzt, werden die Nervenzellen in der Haut extrem empfindsam. Bei dauerhaft mäßiger Beanspruchung wird die Hornhaut durch lokale Schwielenbildung verstärkt. Wird die Haut lokal verletzt, versucht der Körper durch Fibrin die Wunde zu verkleben. Krusten auf der Haut trocknen ein, ziehen sich und damit die Wundränder zusammen. Durch übermäßige Dehnung durch Körperfetteinlagerung oder Schwangerschaft kann Bindegewebe unter der Haut wiederholt quer zur Dehnungsrichtung reißen, was nach Verringern des Körpervolumens als Schwangerschaftsstreifen sichtbar bleiben kann.

### Stoffaustausch
Der Stoffaustausch der Haut erfolgt mittels Mikrozirkulation:
Die Lederhaut wird durch den Blutstrom mit Sauerstoff und Nährstoffen versorgt. Von dort gelangen die Stoffe aus den Blutkapillaren über das Gewebewasser in die nicht durchblutete Epidermis. Stoffwechselprodukte werden mit dem Gewebewasser zurück in die Lederhaut und die dort befindlichen Lymph- sowie Blutkapillaren transportiert, die jeweils in Lymphgefäßen und Venolen münden.
Daneben findet eine ständige, aber nicht wahrnehmbare Verdunstung von Wasser (Perspiratio insensibilis) statt, das durch die Haut diffundiert. Beim wahrnehmbaren Schwitzen (Transpiration, Perspiratio sensibilis) werden über die Schweißdrüsen Wasser und darin gelöste Salze und andere Stoffwechselprodukte an die Oberfläche gespült. Beides ergibt zusammen den Transepidermalen Wasserverlust.

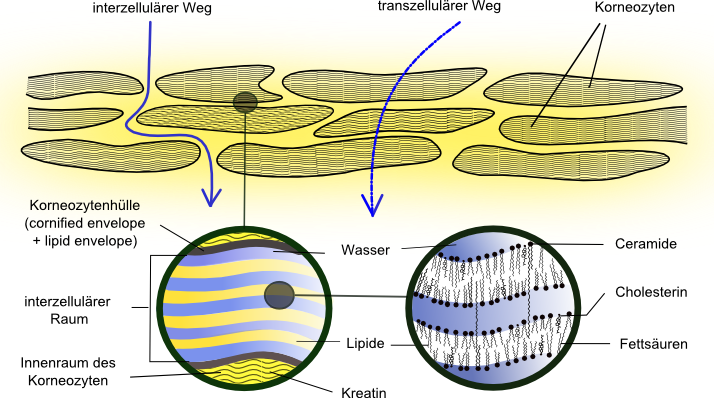
Zwei der drei Transportwege durch das Stratum corneum

#### Eindringen von Wirkstoffen
Bei der äußerlichen dermatologischen bzw. kosmetischen Behandlung der Haut müssen die Wirkstoffe die Barrierezone der Hornschicht (das Stratum corneum) durchdringen, damit sie die unteren Hautschichten erreichen können. Dies gelingt z. B. gut löslichen Wirkstoffen mit niedriger Molmasse, moderater Lipophilie und einem Schmelzpunkt unter 200 °C. Hitze, Okklusion und Lösungsmittel fördern die Penetration. Lösungsmittel greifen in die Hautstruktur ein, indem sie unter anderem Fette aus der Hornschicht lösen, die Keratinstruktur in den Hornzellen lockern oder die oberen Hornzellschichten ablösen. Letzteres kann z. B. durch ein chemisches Peeling bewirkt werden.
Penetrationsbeschleunigende Substanzen oder Verfahren können die Hautstruktur schädigen, was einen erhöhten transepidermalen Wasserverlust nach sich zieht, und – je nach Intensität – Irritationen der Haut auslösen.
Es gibt drei verschiedene Transportwege durch die Hornhaut:
- Der Diffusionsweg über Drüsenöffnungen und Haarfollikel. Neuere Studien schreiben diesem Weg im Zusammenhang mit Nanopartikeln sowie einigen mittelgroßen und sehr großen Molekülen eine wesentliche Bedeutung zu, obwohl der Flächenanteil dieser Hautanhangsgebilde zur Gesamtfläche der Haut relativ klein ist.[13][14]
- Der transzelluläre Transportweg durch die Korneozyten. Diesem Weg wird aufgrund der dichten Molekularstruktur in den Korneozyten keine tragende Rolle beigemessen.[15][16]
- Der interzelluläre Weg durch die Lipidmatrix zwischen den Korneozyten gilt als der wichtigste Transportweg für kleine Moleküle mit lipophilem Charakter.[17]

### Wärmehaushalt
Über die Haut kann der Körper seinen Wärmehaushalt regulieren. Einer Überhitzung wirkt die Haut mit den Schweißdrüsen entgegen. Durch die Schweißproduktion und die dadurch mögliche Verdunstung wird Wärme von den dicht unter der Haut verlaufenden Kapillargefäßen, die dazu weit geöffnet sind, abgeführt (siehe Schwitzen). Mit Hilfe des Unterhautfettgewebes und in geringerem Maße der Behaarung wird Wärme zurückgehalten. Bei Kälte werden die Haut und das Unterhautfettgewebe nur noch gering durchblutet; beide wirken dadurch als Isolatorschicht. Die Haare können aufgrund des geringen Haarkleides des Menschen nur noch geringe Isolationsfunktion übernehmen. Dennoch kann man das Wirkprinzip eines Fellkleides noch gut beobachten. Bei der bei Kälte auftretenden Gänsehaut richtet der Musculus arrector pili das Haar auf. Eine geschlossene Behaarung ermöglicht hier einen wesentlich besseren Schutz vor Unterkühlung.

### Schutz vor UV-Strahlung
Die Stärke der einfallenden UV-Strahlung auf der Erdoberfläche hängt von der Tageszeit, der geographischen Lage, der Jahreszeit, der Seehöhe, der jeweiligen Dicke der Ozonschicht, der Bewölkung und von vielen anderen örtlichen Parametern ab. Gegen die schädlichen Wirkungen der UV-Strahlung auf die Haut und der darunterliegenden Gewebe existieren folgende Schutzmechanismen:
- Während das Haarkleid (Fell) der Säugetiere oder das Federkleid der Vögel sehr effektiv gegen nachteilige Folgen der UV-Strahlung schützt, da es den größten Anteil der UV-Strahlung absorbiert oder reflektiert, ist der unbekleidete Mensch weitgehend ungeschützt.
- Die Hornschicht (stratum corneum) der menschlichen Haut absorbiert und reflektiert normalerweise etwa 10 % der UVB- und die Hälfte der UVA-Strahlung. Auf beständige erhöhte UV-Belastung reagiert die Haut zunächst mit einer Verdickung der Hornschicht. Als „Lichtschwiele“ ist diese besonders stark nach Sonnenbränden ausgebildet.[18]
- Der Schutz der Haut durch Pigmentierung beruht auf der physikalischen Absorption von UV-Strahlen durch Pigmente. Viele Tiere besitzen eine Pigmentierung der Haut. Die veränderliche Pigmentierung der menschlichen Haut stellt im Tierreich jedoch eine einzigartige Anpassungs- und Schutzmöglichkeit gegen UV-Strahlung dar. Es gibt kaum Tiere, deren Haut in der Lage ist, die Pigmentierung so stark zu verändern wie der Mensch.[18]
  - Als so genannte „Sofortbräunung“ (englisch immediate pigment darkening) bezeichnet man eine kurzfristige, nur wenige Stunden anhaltende Bräunung der Haut nach einer UV-Belastung. Die Sofortbräunung beruht sowohl auf einer Änderung der chemischen Konformation der Melaninmoleküle als auch auf einer Umverteilung der Pigmentkörperchen in der Epidermis; sie besitzt fast keine Schutzwirkung gegen UV-Strahlung.[18]
  - Die (verzögerte) UV-Bräunung setzt erst ca. 72 Stunden nach der UV-Belastung ein. Die Melanozyten der Haut reagieren auf UV-Einstrahlung mit der verstärkten Produktion und Abgabe von Eumelanin (oder Phäomelanin bei Menschen des Hauttyps 1), das der Haut einen braunen (Phäomelanin: rötlichen) Farbton gibt, und UV in hohem Maße absorbiert, wobei Phäomelanin wesentlich weniger UV absorbiert. Die ethnisch verschiedenen Hautfarben der Menschen resultieren aus den jeweiligen Hauttypen.
- Der Schweiß des menschlichen Körpers enthält UVA-Strahlung absorbierende Urocaninsäure.

Die ersten Hominiden hatten möglicherweise eine nur schwach pigmentierte Haut, die von dunklen Haaren bedeckt war, ähnlich wie bei heutigen Schimpansen. Relativ bald in der Hominidenevolution dürfte sich eine nackte, dunkel pigmentierte Haut entwickelt haben, die als UV-Schutz diente. Mit der Ausbreitung in den sonnenärmeren Norden konnte sich die Pigmentierung verringern, vermutlich um besser Vitamin D generieren zu können. Insbesondere während der Schwangerschaft und während des Stillens könnten sich hieraus Überlebensvorteile ergeben haben.

### Kontakt- und Sinnesorgan
Die Haut stellt den sichtbaren Teil des menschlichen Körpers dar. Als solcher erfüllt die Haut eine Reihe kommunikativer Funktionen. Zur Reizaufnahme und damit zur Oberflächensensibilität ist die Haut mit unterschiedlichen Typen von Rezeptoren ausgestattet:
- Schmerzrezeptoren: Sie liegen in der Lederhaut und Oberhaut. Ihre Dichte variiert je nach Körperregion (bis zu 200/cm² Haut).
- Druckrezeptoren (Vater-Pacini-Körperchen): Sie dienen der Wahrnehmung von Druckempfindungen und liegen in der Unterhaut. Ihre Dichte beträgt bis zu 100/cm².
- Thermorezeptoren (freie Nervenendigungen): Sie sind besonders dicht an Kinn, Nase, Ohrmuschel, Ohrläppchen (9 bis 12/cm²) und Lippen (> 15/cm²). Insgesamt besitzt die menschliche Haut ca. 250.000 Kälterezeptoren. Die Anzahl der Wärmerezeptoren beträgt nur etwa 1/10 davon, sie arbeiten zudem deutlich langsamer als Kälterezeptoren.
- Dehnungsrezeptoren (Ruffini-Körperchen): Sie registrieren den Dehnungszustand der Haut und liegen in der Lederhaut (Stratum reticulare). Ihre Dichte beträgt bis zu 2/cm² Haut.
- Tastrezeptoren (Meissner-Körperchen und Merkel-Zellen): Tastrezeptoren kommen in der unbehaarten Haut vor. Besonders dicht (Abstand: 1 bis 5 mm) sind sie in den Fingerspitzen, den Lippen, der Zunge, den Brustwarzen, den äußeren Geschlechtsorganen und der Afterregion verteilt.
- Haarfollikelrezeptoren: Sie registrieren die Haarstellung (siehe auch Vibrisse).

Die psychogalvanische Hautreaktion gibt Rückschlüsse auf emotionale Vorgänge.

### Repräsentationsorgan
Da die Haut stark das Erscheinungsbild des Menschen prägt, ist sie Hauptobjekt der Kosmetik. Natürliche Erscheinungen sind Sommersprossen, Leberflecken und Altersflecken.
Künstlich verändert wird das Aussehen der Haut durch UV-Bestrahlung im Solarium, Tätowierungen, die Skarifizierung, Brandnarben, die Körperbemalung oder die Hautaufhellung. Außerdem ist die Haut Träger aller Arten von Körperschmuck und von Kleidung.
Nach Untersuchungen von Wissenschaftlern der Jacobs-Universität in Bremen wirken Menschen mit glatter Haut glaubwürdig und seriös.

### Sonstiges
Aus Amerika wird historisch das kriegerische Ritual des Skalpierens, als Abziehen der Kopfhaut samt darunterliegender Schwarte, berichtet.
Die Verwendung von menschlicher gegerbter Haut – etwa von Hingerichteten – als Material für Bucheinbände ist im 19. Jahrhundert nachweisbar.

## Haut von Tieren

### Säugetiere
Die Haut ist überwiegend von Fell bedeckt und kann daher relativ dünn sein. Bei den meisten Hunderassen ist sie fast weiß.
In der leicht rosafarbigen Haut des Hausschweins sitzen wenige, doch im Vergleich zu anderen Fellhaaren dicke Borsten. Die von ihnen gebildeten Poren sind charakteristisches Merkmal von Schweinsleder.
Haut von Eisbären ist an der Schnauze und unter dem Fell sehr dunkel bis schwarz. Im Zusammenspiel mit den weißen Haaren gelingt es, Sonnenstrahlung thermisch gut zu absorbieren und Verluste an die Umgebungsluft durch Wind und Konvektion gering zu halten.
Am Kopf und Gesäß der Affenart Mandrill treten arttypisch hellblaue und rote Hauttöne auf.
Die Haut der Wale, insbesondere der schnellschwimmenden Delfine, weist ein feines Relief auf, das zusammen mit der Wirbeldämpfung durch die Verformung darunterliegenden Fetts und vermuteter Muskelreaktion in der Haut den Strömungswiderstand herabsetzt und so schnelleres Schwimmen ermöglicht.

### Amphibienhaut

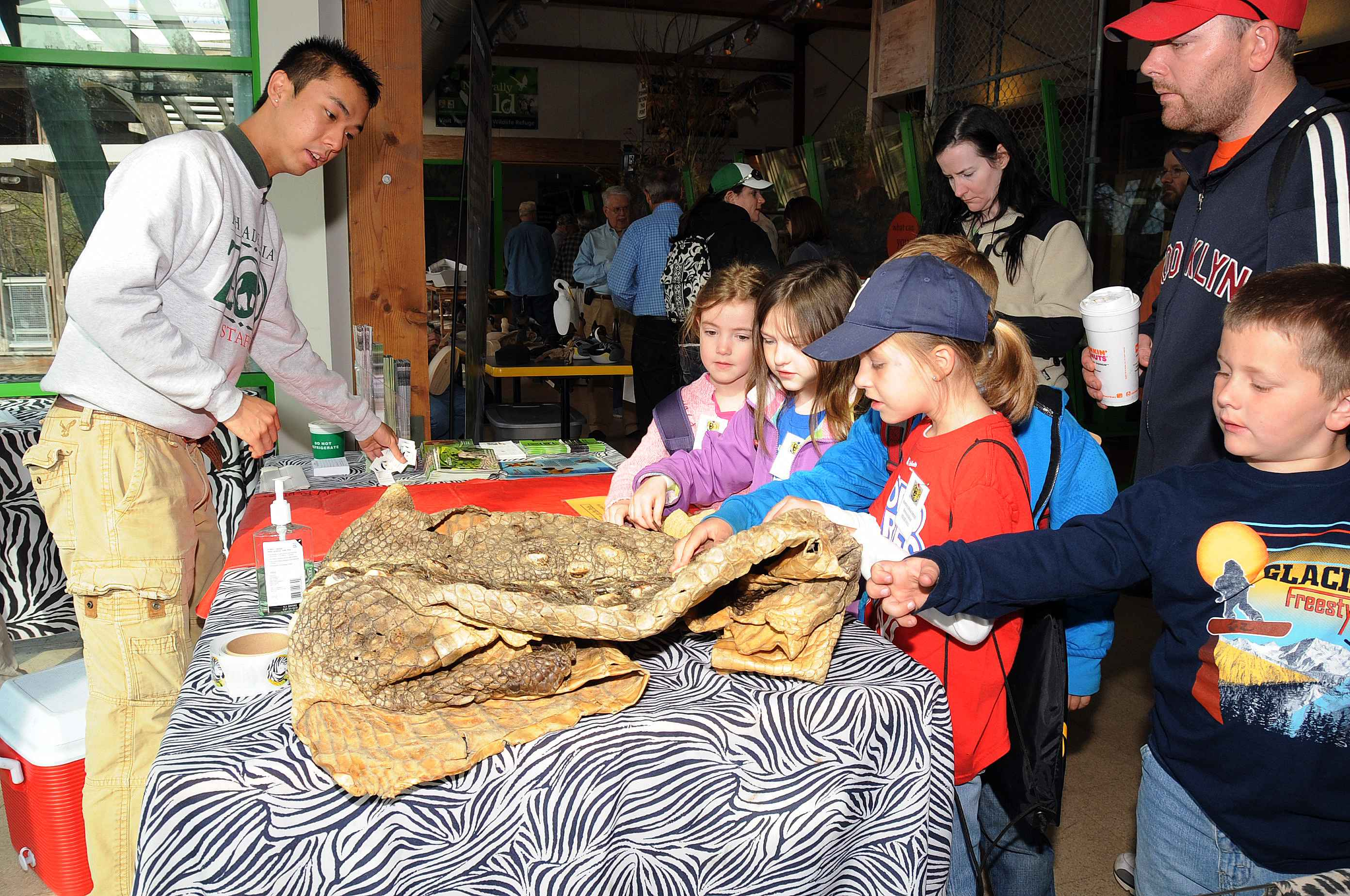
Haut eines Krokodils

Die Haut der Amphibien ist dünn, nackt und feucht. Ihre Oberflächenbeschaffenheit ist bei Fröschen und Salamandern glatt oder bei Kröten und Unken warzig. Die Haut von Amphibien zeigt eine hohe Farbenvielfalt. Manche Arten, wie der einheimische Laubfrosch, besitzen sogar die Fähigkeit zum Farbwechsel ähnlich wie Chamäleons. Verantwortlich für diese Eigenschaft sind spezielle Pigmentzellen unterhalb der Oberhaut, die unterschiedliche Farbstoffe speichern, so Melanin (braun bis schwarz), Pteridin (gelb) und Carotinoide (orange bis rot).
Von Zeit zu Zeit wird die Oberhaut der Amphibien erneuert (Häutung). Die alte Haut wird bei Froschlurchen dabei abgesprengt, bei Schwanzlurchen (speziell Molche) jedoch als Ganzes abgestreift. Manche Hautpartien von Amphibien sind besonders dehnbar und ermöglichen die Ausbildung von Schallblasen zur Lauterzeugung.
Diese Hauteigenschaften bringen Vor- und Nachteile mit sich. Vorteile sind:
- Die dünne Haut ermöglicht die Sauerstoffaufnahme direkt über die Körperoberfläche (Hautatmung), ebenso die Wasseraufnahme.
- Eine glatte Haut hat einen geringeren Strömungswiderstand und ermöglicht so schnelleres Schwimmen.
- Bei vielen Amphibien, vor allem bei Fröschen, wird die Haut mit einer glitschigen Schleimschicht befeuchtet, die die Flucht vor Feinden unterstützt.
- Die Hautdrüsen der Amphibien sind in der Lage, Hautgifte abzusondern; diese stellen einen wirksamen Fraßschutz dar. Vor allem schützen sie die feuchte Haut vor Pilz- und Bakterieninfektion – selbst für die extrem starken Gifte der Pfeilgiftfrösche soll dies der Hauptgrund sein.

Nachteile sind:
- Die dünne Haut ist leichter verletzbar.
- Erhöhte Austrocknungsgefahr bei warmem Sonnenschein durch die Hautfeuchtigkeit der meisten Amphibien. Das führt zu ihrer verstärkten Nachtaktivität.
- Die Wasseraufnahmefähigkeit dünner Haut erleichtert auch die Aufnahme von Giften. Auf Äckern eingesetzte Spritzmittel, Kunstdünger, aber auch Jauche und saurer Regen führen während der Laichwanderung rasch zum Tod.

### Stoffaustausch bei Tieren
Über die Körperoberfläche verschiedener Tiere werden in unterschiedlichem Maße Stoffe aus der Umgebung aufgenommen und abgegeben. Diese können gasförmig, flüssig oder fest (in wässrigem Medium gelöst) sein. Der Stoffaustausch kann aktiv (unter Energieaufwand) oder passiv (in Richtung eines osmotischen Gefälles) verlaufen.
Bei den Gasen kann es sich um die Aufnahme von Sauerstoff und die Abgabe von Kohlendioxid (Hautatmung) handeln, aber auch um Stickstoff und Inertgase. Wasser kann aufgenommen oder abgegeben werden, zur Wasserregulation und als Transportmedium für gelöste gasförmige oder feste Stoffe dienen. Gelöste Stoffe können Salze sein (Aufnahme oder Abgabe), Stoffwechselprodukte, aber auch toxische Stoffe aus der Umwelt (wie organische Bleiverbindungen).

#### Fischhaut und umgebendes Wasser
In Süßwasser befindliche Fische, deren Gewebe gelöstes Salz enthält, nehmen beständig durch Osmose über ihre semipermeable Haut Wasser auf, das sie über ihr Organsystem wieder ausscheiden müssen, um den Salzgehalt in ihrem Körper zu stabilisieren und keinen osmotischem Überdruck zu erleiden. Umgekehrt verlieren Fische im stärker salzigen Meerwasser laufend die beweglicheren Wassermoleküle durch denselben Prozess. Diese Fische müssen unter Energieaufwand Süßwasser gewinnen und Salz aktiv ausscheiden. Lachse leben abwechselnd und längere Zeit in Süß- und Salzwasser, diese benötigen daher beide Organfähigkeiten.
Aufgrund ihrer Reißfestigkeit hat die Aalhaut traditionell eine besondere Bedeutung.

### Kulturelle und wirtschaftliche Nutzung von Tierhaut
Die Haut von Tieren wird vom Menschen in unterschiedlicher Art genutzt. So wird sowohl Leder, Pelz, als auch Pergament aus Tierhaut gewonnen. Die Tiere dienen hier als Nebenproduktlieferanten. Pergament findet insbesondere als Beschreibstoff Verwendung, Leder dient z. B. der Schuhherstellung, wird in der Bekleidungs- und Polstermöbelherstellung, in der Innenraumgestaltung von Automobilen und Gebäuden und für praktische / technische Zwecke (Riemen, Gurte, Gürtel) verwendet. Bei manchen Tieren, die als Nahrungslieferant dienen, wird die Haut auch mitverzehrt.

## Hautkrankheiten
Es gibt zahlreiche Hautkrankheiten, die auf einer direkten Schädigung der Haut, etwa durch Infektion, beruhen, aber auch solche, die durch andere Organ- oder Allgemeinerkrankungen entstehen. Hautveränderungen bezeichnet man in der Dermatologie – dem medizinischen Fachgebiet der Hautkrankheiten – als Effloreszenzen.
Hautkrankheiten oder Hautanomalien können in unterschiedlichen Bereichen der Haut entstehen:

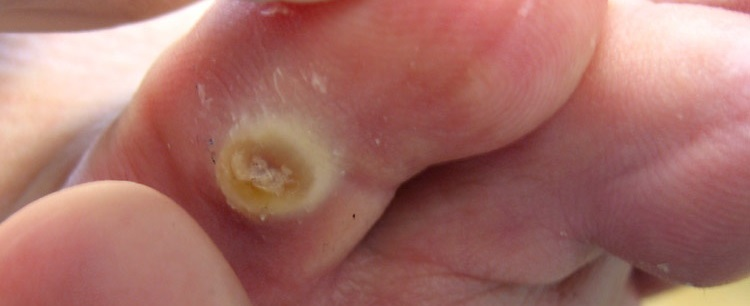
Hühneraugen sind Verhornungsanomalien der Haut.

- Hühneraugen sind Verhornungsanomalien der Haut.Unter Verhornungsanomalien lassen sich Störungen des Verhornungsprozesses der Oberhaut verstehen. Dazu zählen:[23]
  - Hautgrieß (Milien)
  - Hühneraugen
  - Warzen
  - Alterswarzen (seborrhoische Warzen)

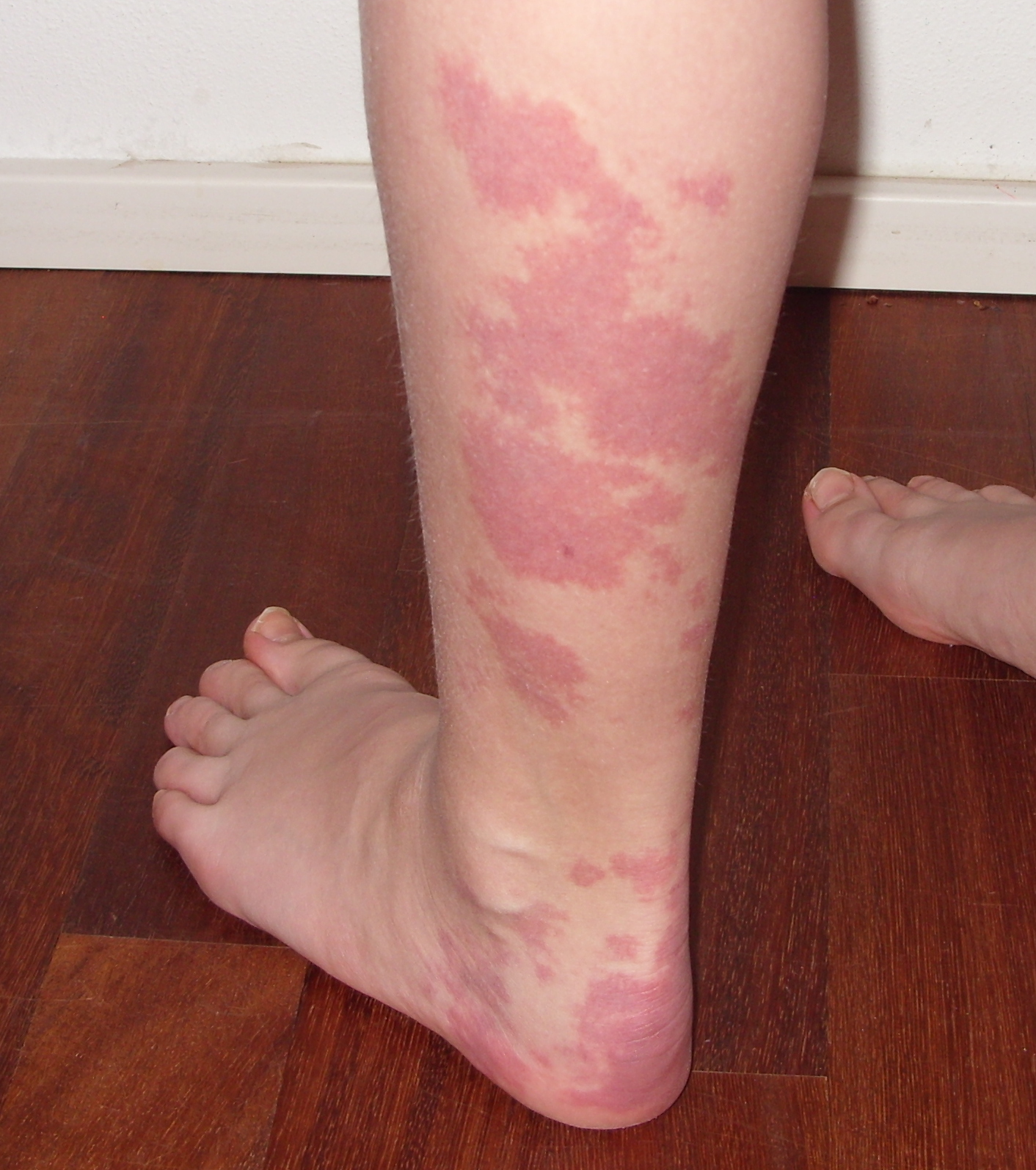
Feuermale sind Veränderungen der Blutgefäße.

- Feuermale sind Veränderungen der Blutgefäße.Veränderungen der Blutgefäße in der Lederhaut nennen sich Blutgefäßanomalien. Dazu zählen:[23]
  - Feuermale
  - Äderchenzeichnung (Teleangiektasie)
  - Hämangiom (Blutschwamm)
  - Rosazea (entzündliche, gefäßweitende Pusteln)
- Pigmentanomalien sind unregelmäßige Pigmentierungen und entstehen durch Veränderungen der Melaninproduktion. Dazu zählen:[23]
  - Leberflecken, Muttermale
  - Sommersprossen
  - Weißflecken (Vitiligo)
  - Hautkrebs
- Durch Veränderungen der Talgdrüsen können Talgdrüsenanomalien entstehen. Dazu zählen:[23]
  - Offene und geschlossene Komedonen (Mitesser)
  - Akne
  - Grützbeutel (Atherom)

Weitere Schädigungen der Haut können durch Infektionen im Rahmen eines Diabetes mellitus (Dekubitus, diabetisches Fußsyndrom), Bissverletzungen, Brandwunden, Schuss- und Stichverletzungen, Infektionen nach Verletzungen im Meerwasser, Infektionen durch seltene Erreger oder Schäden durch Pflanzeninhaltsstoffe sein. Sehr selten gibt es auch angeborene Erkrankungen der Haut wie die Aplasia cutis congenita.
Zu den Infektionen der Haut gehören unter anderem Bulla rodens (Bulla repens staphylogenes), Erysipel, Follikulitis, Furunkel, Karbunkel, Pyodermie, Impetigo contagiosa, Paronychie, Panaritium und Phlegmone.

## Rezeption
- Andra Joeckle, deutschlandradiokultur.de: Am tiefsten ist die Haut. Schrecken und Schönheit einer Oberfläche. Deutschlandradio Kultur, 2012. 7. Januar 2015